# 過海隧道巴士104R線
過海隧道巴士104R線是香港的一條特別巴士路線，由中環5號碼頭往旺角。主要為觀看長洲太平清醮「搶包山」比賽活動後乘搭渡輪返回中環的乘客，提供直達九龍的服務。

## 歷史
- 2005年5月16日（農曆四月初九日）凌晨：投入服務，以配合長洲太平清醮「搶包山」活動復辦。
- 2008年大除夕晚上（即2009年元旦）：配合國際金融中心「除夕幻彩詠香江」的倒數及煙火匯演，開始於元旦日凌晨（除夕夜）提供服務。[1]
- 2013年1月1日：因「除夕幻彩詠香江」活動移師至灣仔會展舉行，取消在元旦日凌晨的服務。[2]
- 2019年6月22日：因配合港島區的反對逃犯條例修訂草案圍堵行動，九巴特別於當日凌晨提供此線接送示威者，由灣仔軒尼詩道近軍器廠街前往旺角[3]，但由於此服務未經運輸署批准，故運輸署要求九巴解釋。[4]

2020至2022年：受COVID-19流行，該等年份之長洲太平清醮搶包山比賽取消而未有於佛誕翌日凌晨提供服務。
2024年5月16日，因應新巴城巴合併，本線改由九巴及城巴聯合經營。

## 服務時間
佛誕翌日凌晨：01:10-02:30（客滿即開）

## 車站一覽
| 1                             | 中環5號碼頭    | 民光街   |
| 干諾道中至告士打道； 海底隧道 |                |          |
| 2                             | 海底隧道轉車站 | 康莊道   |
| 3                             | 拔萃女書院     | 加士居道 |
| 4                             | 眾坊街         | 彌敦道   |
| 5                             | 登打士街       | 彌敦道   |
| 6                             | 山東街         | 彌敦道   |
| 7                             | 弼街           | 彌敦道   |

## 事件
- 2011年2月4日（年初二），因當晚需要疏導煙花滙演後的大批人潮，九巴特別在灣仔區加強服務。但有九巴前線員工誤以為104線加班車屬於104R，於八達通收費器顯示104R線的資料，導致部分乘坐104線的乘客多付車資。[5]

## 外部連結
新巴
- 過海隧道巴士104R線 （页面存档备份，存于）
- 過海隧道巴士104R線路線圖 （页面存档备份，存于）

其他
- Cross Harbour Special Route 過海特別路線 - 104R （页面存档备份，存于）